# Viktor Vasziljevics Gorbatko
Viktor Vasziljevics Gorbatko (oroszul:Ви́ктор Васи́льевич Горба́тко) (Krasznodar, 1934. december 3. – Moszkva, 2017. május 17.) szovjet űrhajós.

## Életpálya
A katonai repülő-főiskola elvégzését követően 1956-tól repülőtisztként szolgált. 1960-tól kapott űrhajóskiképzést. 1968-ban a Zsukovszkíj Akadémián repülőmérnöki oklevelet szerzett, majd 1987-től az Akadémia repülőmérnöki karának a vezetője. A Szovjetunió Bélyeggyűjtők Központi Tanácsának elnöke 1989-től 1992-ig, majd 2001-től 2009-ig. 2009-től tiszteletbeli elnök.

## Űrrepülések
1969-ben a Szojuz–7-en kutatómérnök, 4 napot és 23 órát töltött a világűrben. Föld körüli pályán együtt repült az aktív Szojuz–6 és a passzív Szojuz–8 űrhajóval.
1977-ben a Szojuz–24-en parancsnoka, az űrhajó vitte fel a Szaljut–5 űrállomás második személyzetét. Két hetet dolgozott rajta
1980-ban a 6. Interkozmosz-programban keretében felszálláskor a Szojuz–37 parancsnoka. Ezen az űrhajón indult az első vietnámi űrhajós, Phạm Tuân. A Szaljut–6-on elvégzett szolgálatot követő leereszkedéskor a Szojuz–36 parancsnoka volt.

## Elismerései
Kétszer kapta meg a Szovjetunió Hőse kitüntetést, háromszor a Lenin-rendet, és 1961-ben megkapta a Vörös Csillag-érdemrendet. Több város tiszteletbeli polgára. 1974-től a szovjet-mongol baráti társaság központi tanácsának elnöke. 2003-ban Novokubanszk városában szobrot állítottak tiszteletére.